# Elatostema beccarii
Elatostema beccarii är en nässelväxtart som beskrevs av H. Schröter. Elatostema beccarii ingår i släktet Elatostema och familjen nässelväxter. Inga underarter finns listade i Catalogue of Life.